# Christine Graffigne
Christine Graffigne (1959) é uma matemática francesa, conhecida por sua pesquisa pioneira em campos aleatórios de Markov para análise de imagens.

## Formação e carreira
Graffigne obteve um duplo doutorado, em 1986 pela Universidade Paris-Sul com a tese Applications des statistiques au traitement d'images, orientada por Dominique Picard, e em 1987 pela Universidade Brown com a tese Experiments In Texture Analysis And Segmentation, orientada por Stuart Geman.
É professora no Laboratório MAP5 (Matemática Aplicada em Paris 5), anteriormente na Universidade Paris Descartes e agora parte da Universidade de Paris. Na Universidade Paris Descartes dirigiu a Unidade de Treinamento e Pesquisa em Tecnologia da Informação e Matemática (UFR de Mathématiques et Informatique) até 2019, quando foi sucedida neste cargo por David Janiszek.
Foi palestrante convidada do Congresso Internacional de Matemáticos em Berkeley (1986, com Stuart Geman: Markov random field image models and their applications to Computer vision).